# Savage (Minnesota)
Savage es una ciudad ubicada en el condado de Scott en el estado estadounidense de Minnesota. En el Censo de 2010 tenía una población de 26911 habitantes y una densidad poblacional de 631,67 personas por km².

## Geografía
Savage se encuentra ubicada en las coordenadas 44°45′26″N 93°22′1″O / 44.75722, -93.36694. Según la Oficina del Censo de los Estados Unidos, Savage tiene una superficie total de 42.6 km², de la cual 40.49 km² corresponden a tierra firme y (4.95%) 2.11 km² es agua.

## Demografía
Según el censo de 2010, había 26911 personas residiendo en Savage. La densidad de población era de 631,67 hab./km². De los 26911 habitantes, Savage estaba compuesto por el 82.64% blancos, el 4.31% eran afroamericanos, el 0.44% eran amerindios, el 8.43% eran asiáticos, el 0.25% eran isleños del Pacífico, el 1.36% eran de otras razas y el 2.55% pertenecían a dos o más razas. Del total de la población el 3.41% eran hispanos o latinos de cualquier raza.